# Цецилиан Карфагенский
Цецилиа́н Карфаге́нский (лат. Caecilianus Carthaginiensis; ум. 345) — епископ Карфагена в IV веке. Его назначение епископом привело к донатистскому расколу в поздней Римской Империи. Он также был одним из всего лишь пяти западных епископов на Первом Никейском Соборе
.
В 303 году тетрархи Диоклетиан и Максимиан, Галерий и Констанций Хлор издали эдикт, отменяющий права христиан и требующий от них соблюдения традиционных римских религиозных практик, и началось Великое гонение на христиан, вследствие чего часть христиан, епископов и мирян, подчинились требованиям должностных лиц Римской империи и передавали последним для сожжения рукописи Священного писания или каким-либо образом способствовали гонениям. Наиболее стойкие христиане терпели различные гонения: заточения в тюрьмы, пытки и смерть от языческих властей. Христиан, открыто обличавших политику властей, содержали в тюрьме Карфагена. Около тюрьмы собирались верующие и приносили мученикам (а именно так назывались исповедники в то время) одежду, продукты. Епископ Карфагенский Менсурий счёл себя обязанным объявить, что лица, которые сами себя предадут языческой власти и будут казнены не за имя Христово, а потому, что навлекли на себя подобную казнь какими-нибудь другими обстоятельствами, не будут считаться Карфагенскою церковью за мучеников. Менсурий не ограничился этим, а послал своего помощника архидиакона Цецилиана, который при помощи грубой физической силы разогнал людей, собиравшихся около тюрьмы, в которой содержались мученики. Менсурий и Цецилиан были противниками посещения и почитания мучеников в тюрьме, они поставили пред входом в тюрьму, где были заключены христиане, несколько людей, вооружённых ремнями и плетями. Стражи у лиц, приходивших навестить исповедников, отнимали пищу, которую они им приносили и отдавали собакам. Действия Менсурия и Цецилиана вызвали негодование.
После смерти Мензурия собор в Карфагене в 311 году избрал Цецилиана его преемником. Его хиротонию во епископа совершил епископ Аптунгы Феликс. Эта хиротония вызвала значительные протесты в Карфагенской церкви. Критики обвиняли епископа Феликса в отступничестве во время Великого гонения, в результате чего сам Феликс считался ими отпавшим от Церкви, а совершённая им хиротония Цецилиана недействительна. Раскольники выбрали себе другого епископа Карфагенского — Майорина. В итоге во многих городах римской провинции Африки оказалось по два епископа, один из которых подчинялся Цецилиану, а другой — Майорину.
По просьбе раскольников император Константин представил этот спор на рассмотрение папы Мильтиада. Папа созвал собор в Риме, на который Цецилиану было приказано явиться вместе с десятью епископами, которые поддерживали его, и десятью епископами, что его не признавали. Делегацию противников Цецилиана возглавлял Донат. Папа Мильтиад поддержал Цецилиана, но Донат не признал этого решения и потребовал созвать новый собор, который состоялся в Арле в 314 под руководством папы Сильвестра I. Решение этого собора, признало донатизм, названный по имени епископа Доната, ересью. Доната не признал эти решения и обратился к императору, который поддерживал позицию Цецилиана. Собор в Милане 316 года подтвердил решение соборов в Риме и Арле. Император Константин издал законы и указы о конфискации владений партии Майорина, лишая их церквей, и угрожая наказать их восстания смертью.